# Pseudochazara kanishka
Pseudochazara kanishka is een vlinder uit de familie van de Nymphalidae, uit de onderfamilie van de Satyrinae. De soort is voor het eerst wetenschappelijk beschreven door Bernd Aussem in een publicatie uit 1980.

## Verspreiding
De soort komt voor in Zuid-Tadzjikistan en Noord-Afghanistan.

## Habitat en vliegtijd
De soort kan worden aangetroffen van juni tot augustus in hellingen van kleisteen op een hoogte tussen 500 en 2500 meter.